# Lourdes Canale
Lourdes Canale Ruiz (Cidade do México, 11 de fevereiro de 1934 - Cidade do México, 8 de agosto de 2012) foi uma atriz mexicana. Ficou conhecida por fazer seu papel de professora Hilda na versão mexicana de Rebelde.

## Biografia
Atriz foi muito conhecida no México, fez várias telenovelas importantes, como Rebelde e Clase 406. Estreou na TV na década de 1950 logo de primeira, participou de umas das primeiras telenovelas do país, Dulce & Amargo, onde viveu a protagonista, na época era umas das atrizes mais disputadas por autores.
Morreu aos 78 anos no dia 8 de agosto de 2012.

## Carreira

### Televisão
- Miss XV (2012) - Miss Filó
- Rafaela (2011) - Doña Rocio
- Niña de mi corazón (2010/2011) - Trini
- Mujeres Asesinas (2010) - Maggie , Pensionada
- Verano de Amor (2009/2010) - Etelvina García Rosalez
- Mujer, casos de la vida real (2009) - Mirela Hernandez
- Lola...Érase Una Vez! (2007/2008 - Helena García
- ¿Y ahora qué hago? (2007) - Anciana
- Rebelde - (2004/2005/2006) - Hilda Bernard
- Bajo la Misma Piel (2003) - Dolores Echagüe
- Clase 406 (2002/2003) - Doña Guillermina "Guille" Muñoz
- La Otra (2002) - Beneficencia
- Sin pecado concebido (2001) - Olga
- Primer amor... a mil por hora (1999/2000) - Susana
- Amor Gitano (1999) - Madre Esperanza
- Preciosa (1998) - Madre Elegida
- Los hijos de nadie (1997) - Martha
- Marisol (1996) - Madre Superiora
- Agulejas de color rosa (1994) - Madre Superiora
- Mágica juventud (1992/1993) - Dolores
- En carne própria (1991) - Sara
- Al fio de la muerte (1990) - Mariángel Echagüe
- El extraño retorno de Diana Salazar (1988) - Ema
- Cuna de lobos (1986) - Carmen Alicia Macias Acuña "Carmelita"
- Nosotras las mujeres (1981) - María
- Vamos juntos (1979) - Cecilia
- El Chofer (1974) - Lulu
- Las Gemelas (1972) - Candida Villaseñor
- Acapulco en la Vereda 2 (1960) - Viviana Rockfield
- Acapulco en la Vereda (1958) - Viviana Rockfield / Cibele Arango
- Pilar (1956) - Pilar
- Dulce & Amargo (1954) - Guadalupe "Lupe" Menendez